# London Bridge Studio
London Bridge Studio – amerykańskie studio nagraniowe z siedzibą w Seattle w stanie Waszyngton, założone początkowo jako prywatne studio w 1985 przez braci Ricka i Raja Parashar. W studiu nagrywało wielu wpływowych artystów, producentów oraz inżynierów dźwięku.
Pierwsze nagrania w studiu rozpoczęły się w roku 1987, kiedy to grupa Alice N’ Chains zarejestrowała materiał na swój pierwszy album demo. Pod koniec lat 80. i na początku 90. w studiu nagrywały zespoły wywodzące się głównie z nurtu grunge, takie jak Soundgarden, Mother Love Bone, Temple of the Dog czy Alice in Chains. Najbardziej znanymi i popularnymi albumami zarejestrowanymi w London Bridge Studio są Louder Than Love (1989) grupy Soundgarden, oraz Ten (1991) grupy Pearl Jam. Dzięki zrealizowaniu między innymi tych albumów studio zyskało duży rozgłos i przez następne lata realizowano w nim nagrania takich wykonawców, jak Blind Melon, Candlebox, Unwritten Law, Default czy 3 Doors Down. 
Przestrzeń studia zaprojektował Geoffa Turnera (również projektant Little Mountain Studios, Pinewood Studios). Studio posiada 460 metrów kwadratowych kondygnacji wykonanej z drewna o doskonałej akustyce.
We wrześniu 2005 roku Geoff Ott oraz Jonathan Plum odkupili od braci Parashar studio nagraniowe i od tego czasu utworzyli studio otworzone dla lokalnych i krajowych realizacji muzycznych. Oprócz tradycyjnych zespołów i artystów nagrywających, London Bridge Studio posiada również dział realizacji  gier wideo oraz produkcji programów telewizyjnych.

## Zrealizowane albumy
- Alice N’ Chains - Demo #1 (1987)
- Eternal Daze – Escapade (1987)
- Soundgarden – Louder Than Love (1989)
- Mother Love Bone – Apple (1989)
- Alice in Chains - We Die Young (EP) (1990)
- Alice in Chains – Facelift (1990)
- Temple of the Dog – Temple of the Dog (1991)
- Pearl Jam - Ten (1991)
- Alice in Chains – Sap (1992)
- Ścieżka dźwiękowa do filmu Singles (1992)
- Blind Melon - Blind Melon (1992)
- Alice in Chains - Dirt (1992)
- Candlebox - Candlebox (1993)
- Hammerbox - Numb (1993)
- Alice in Chains - Jar of Flies (1994)
- Zakk Wylde - Pride and Glory (1994)
- Sven Gali (1994)
- Litfiba - Spirito (1994)
- Into Another (1994)
- Candlebox - Lucy (1995)
- Working Class Hero: A Tribute to John Lennon (1995)
- Super 8 – Super 8 (1996)
- Unwritten Law - Unwritten Law (1998)
- Queensrÿche - Q2K (1999)
- U.P.O. - No Pleasantries (2000)
- Nickelback - Silver Side Up (2001)
- Stereomud - Perfect Self (2001)
- Anyone - Anyone (2001)
- Epidemic – Epidemic (2002)
- 3 Doors Down - Away from the Sun (2002)
- Melissa Etheridge - Lucky (2004)
- Longview (2005)
- Alex Lloyd (2005)
- Wolves in the Throne Room - Two Hunters (2007)
- 3 Inches of Blood - Fire Up the Blades (2007)
- Blake Lewis (2007)
- Ruth (2007)
- MxPx - Secret Weapon (2007)
- OneRepublic - Dreaming Out Loud (2007)
- Anberlin - Cities (2007)
- Local H (2007)
- 10 Years - Division (2008)
- Ivoryline (2008)
- The Myriad (2008)
- Brandi Carlile (2008)
- A Hope Not Forgotten (2010)
- The Jane Austen Argument - Somewhere Under the Rainbow (2012)
- Queensrÿche - Queensrÿche (2013)
- CBC - Extension (2013)